# Plagiobothrys nothofulvus
Plagiobothrys nothofulvus är en strävbladig växtart som först beskrevs av Samuel Frederick Gray, och fick sitt nu gällande namn av Samuel Frederick Gray. Plagiobothrys nothofulvus ingår i släktet tiggarstavar, och familjen strävbladiga växter. Inga underarter finns listade i Catalogue of Life.